# Gouvernement Mohamed Mzali
République tunisienne
Nouira Sfar
Le gouvernement Mohamed Mzali est le cinquième gouvernement tunisien formé après l'indépendance et le troisième formé après la restauration du poste de Premier ministre. Son chef, Mohamed Mzali, est nommé Premier ministre le 23 avril 1980 et assure sa fonction jusqu'au 8 juillet 1986, date à laquelle Rachid Sfar est nommé pour lui succéder.

## Composition initiale
La composition officielle est annoncée par le décret no 80-480 du 25 avril 1980 portant nomination des membres du gouvernement. Le même jour, les membres du cabinet entrent en fonction succédant au gouvernement Nouira. 
Le gouvernement est composé de quinze ministres, deux ministres délégués et un secrétaire d'État. 

### Ministres
| Image | Portefeuille                                                         |  | Nom                 | Parti |
| ----- | -------------------------------------------------------------------- |  | ------------------- | ----- |
|       | Premier ministre                                                     |  | Mohamed Mzali       | PSD   |
|       | Conseiller spécial auprès du président de la République              |  | Habib Bourguiba Jr. | PSD   |
|       | Ministre de la Justice                                               |  | Mohamed Chaker      | PSD   |
|       | Ministre des Affaires étrangères                                     |  | Hassen Belkhodja    | PSD   |
|       | Ministre de l'Intérieur                                              |  | Driss Guiga         | PSD   |
|       | Ministre de la Défense nationale                                     |  | Slaheddine Baly     | PSD   |
|       | Ministre des Finances et du Plan                                     |  | Mansour Moalla      | PSD   |
|       | Ministre de l'Économie et du Plan                                    |  | Abdelaziz Lasram    | PSD   |
|       | Ministre de l'Équipement et de l'Habitat                             |  | Mohamed Sayah       | PSD   |
|       | Ministre des Affaires culturelles et de l'Information                |  | Fouad Mebazaa       | PSD   |
|       | Ministre de l'Éducation nationale                                    |  | Mohamed Fraj Chedly | PSD   |
|       | Ministre de l'Enseignement supérieur et de la Recherche scientifique |  | Abdelaziz Ben Dhia  | PSD   |
|       | Ministre de l'Agriculture                                            |  | Lassaad Ben Osman   | PSD   |
|       | Ministre de la Santé                                                 |  | Rachid Sfar         | PSD   |
|       | Ministre du Transport et des Communications                          |  | Sadok Ben Jemâa     | PSD   |
|       | Ministre des Affaires sociales                                       |  | Mohamed Ennaceur    | PSD   |
|       | Ministre de la Jeunesse et du Sport                                  |  | Hédi Zeghal         | PSD   |

### Ministres délégués
| Image | Portefeuille                                                                                       | Ministère de rattachement |  | Nom                  | Parti |
| ----- | -------------------------------------------------------------------------------------------------- | ------------------------- |  | -------------------- | ----- |
|       | Ministre auprès du Premier ministre                                                                | Premier ministère         |  | Mongi Kooli          | PSD   |
|       | Ministre auprès du Premier ministre chargé de la Fonction publique et de la Réforme administrative | Premier ministère         |  | Moncef Bel Hadj Amor | PSD   |

### Secrétaires d'État
| Image | Portefeuille                                            |  | Nom            | Parti |
| ----- | ------------------------------------------------------- |  | -------------- | ----- |
|       | Secrétaire d'État aux Postes, Télégraphes et Téléphones |  | Brahim Khouaja | PSD   |

## Remaniements

### Remaniement du 4 septembre 1980
| Portefeuille                          | Nom            |
| ------------------------------------- | -------------- |
| Ministre de la Jeunesse et des Sports | Mohamed Kraïem |

### Remaniement du 3 décembre 1980
| Portefeuille                                                                                               | Nom                  |
| --- | -------------------- |
| Ministre de l'Information                                                                                  | Tahar Belkhodja      |
| Ministre des Affaires culturelles                                                                          | Fouad Mebazaa        |
| Ministre de l'Équipement                                                                                   | Mohamed Sayah        |
| Ministre de l'Habitat                                                                                      | Moncef Bel Hadj Amor |
| Ministre délégué auprès du Premier ministre                                                                | Béji Caïd Essebsi    |
| Ministre délégué auprès du Premier ministre chargé de la Fonction publique et de la Réforme administrative | Mezri Chekir         |

### Remaniement du 2 janvier 1981
| Portefeuille                      | Nom              |
| --------------------------------- | ---------------- |
| Ministre des Affaires culturelles | Béchir Ben Slama |

### Remaniement du 16 avril 1981
| Portefeuille                     | Nom               |
| -------------------------------- | ----------------- |
| Ministre des Affaires étrangères | Béji Caïd Essebsi |

### Remaniement du 10 août 1981
| Portefeuille                              | Nom             |
| ----------------------------------------- | --------------- |
| Secrétaire d'État aux Affaires étrangères | Mahmoud Mestiri |

### Remaniement du 17 mars 1983
| Portefeuille                                                                                         | Nom            |
| --- | -------------- |
| Secrétaire d'État auprès du ministre des Affaires étrangères chargé de la Coopération internationale | Ahmed Ben Arfa |
| Secrétaire d'État auprès du ministre de l'Intérieur chargé de la Sûreté nationale                    | Ahmed Bennour  |

### Remaniement du 18 juin 1983
| Portefeuille                                                                                      | Nom               |
| ------------------------------------------------------------------------------------------------- | ----------------- |
| Ministre du Plan                                                                                  | Ismaïl Khelil     |
| Ministre des Finances                                                                             | Salah Ben M'Barka |
| Ministre de l'Information                                                                         | Abderrazak Kéfi   |
| Secrétaire d'État auprès du ministre de l'Économie nationale chargé du Tourisme et de l'Artisanat | Ezzeddine Chelbi  |

### Remaniement du 14 octobre 1983
| Portefeuille                           | Nom              |
| -------------------------------------- | ---------------- |
| Ministre de l'Économie nationale       | Rachid Sfar      |
| Ministre de la Santé                   | Habib Touhami    |
| Ministre du Tourisme et de l'Artisanat | Ezzeddine Chelbi |

### Remaniement du1ernovembre 1983
| Portefeuille                                              | Nom            |
| --------------------------------------------------------- | -------------- |
| Ministre de la Famille et la Promotion de la femme        | Fethia Mzali   |
| Secrétaire d'État auprès du ministre de la Santé publique | Souad Lyagoubi |

### Remaniement du 25 novembre 1983
| Portefeuille                                | Nom             |
| ------------------------------------------- | --------------- |
| Ministre de l'Équipement                    | Sadok Ben Jemâa |
| Ministre du Transport et des Communications | Brahim Khouaja  |

### Remaniement du 7 janvier 1984
| Portefeuille                                        | Nom           |
| --------------------------------------------------- | ------------- |
| Premier ministre, ministre de l'Intérieur           | Mohamed Mzali |
| Secrétaire d'État auprès du ministre de l'Intérieur | Ameur Ghedira |

### Remaniement du 20 janvier 1984
| Portefeuille         | Nom            |
| -------------------- | -------------- |
| Ministre de la Santé | Souad Lyagoubi |

### Remaniement du 14 mars 1984
| Portefeuille                                        | Nom            |
| --------------------------------------------------- | -------------- |
| Ministre représentant du Président de la République | Mongi Kooli    |
| Ministre délégué auprès du Premier ministre         | Hédi Baccouche |

### Remaniement du 8 mai 1984
Le 8 mai 1984, le président de la République a mis fin aux fonctions d'Ahmed Bennour, secrétaire d'État auprès du ministre de l'Intérieur chargé de la Sûreté nationale.

### Remaniement du 25 août 1984
| Portefeuille                             | Nom           |
| ---------------------------------------- | ------------- |
| Ministre de l'Équipement et de l'Habitat | Mohamed Sayah |

### Remaniement du 29 octobre 1984
| Portefeuille                             | Nom                     |
| ---------------------------------------- | ----------------------- |
| Ministre de la Justice                   | Ridha Ben Ali           |
| Secrétaire d'État de la Sûreté nationale | Zine el-Abidine Ben Ali |

### Remaniement du 20 septembre 1985
| Portefeuille                                                | Nom            |
| ----------------------------------------------------------- | -------------- |
| Ministre directeur du cabinet du président de la République | Mansour Skhiri |

### Remaniement du 23 octobre 1985
| Portefeuille                                                       | Nom                     |
| ------------------------------------------------------------------ | ----------------------- |
| Ministre du Transport                                              | Mohamed Kraïem          |
| Ministre des Communications                                        | Brahim Khouaja          |
| Ministre du Travail                                                | Noureddine Hached       |
| Ministre de la Jeunesse et des Sports                              | Hédi Bouricha           |
| Ministre de la Protection sociale                                  | Ridha Hamza             |
| Ministre chargé de la Sûreté nationale au ministère de l'Intérieur | Zine el-Abidine Ben Ali |

### Remaniement du 22 janvier 1986
Le 22 janvier 1986, le président de la République a mis fin au fonctions de Mongi Kooli, ministre représentant du président de la République.

### Remaniement du 12 février 1986
| Portefeuille           | Nom                 |
| ---------------------- | ------------------- |
| Ministre de la Justice | Mohamed Salah Ayari |

### Remaniement du 7 avril 1986
| Portefeuille | Nom            |
| --- | -------------- |
| Ministre directeur du cabinet du président de la République, ministre de la Fonction publique et de la Réforme administrative | Mansour Skhiri |
| Ministre de la Jeunesse et des Sports                                                                                         | Hamed Karoui   |

### Remaniement du 28 avril 1986
| Portefeuille                           | Nom                     |
| -------------------------------------- | ----------------------- |
| Ministre de l'Intérieur                | Zine el-Abidine Ben Ali |
| Ministre des Finances et de l'Économie | Rachid Sfar             |
| Ministre de l'Énergie et des Mines     | Salah Ben M'Barka       |
| Ministre de l'Industrie et du Commerce | Slaheddine Ben Mbarek   |

### Remaniement du 6 mai 1986
| Portefeuille                                                         | Nom                |
| -------------------------------------------------------------------- | ------------------ |
| Ministre de l'Éducation nationale                                    | Abdelaziz Ben Dhia |
| Ministre de l'Enseignement supérieur et de la Recherche scientifique | Amor Chadli        |

### Remaniement du 12 mai 1986
| Portefeuille                      | Nom                  |
| --------------------------------- | -------------------- |
| Ministre des Affaires culturelles | Zakaria Ben Mustapha |

## Composition finale

### Ministres
| Image | Portefeuille |  | Nom                     | Parti |
| ----- | --- |  | ----------------------- | ----- |
|       | Premier ministre |  | Mohamed Mzali           | PSD   |
|       | Ministre directeur du cabinet du Président de la République ministre de la Fonction publique et de la Réforme administrative |  | Mansour Skhiri          | PSD   |
|       | Ministre de l'Intérieur |  | Zine el-Abidine Ben Ali | PSD   |
|       | Ministre de la Justice |  | Mohamed Salah Ayari     | PSD   |
|       | Ministre des Affaires étrangères                                                                                             |  | Béji Caïd Essebsi       | PSD   |
|       | Ministre de la Défense nationale                                                                                             |  | Slaheddine Baly         | PSD   |
|       | Ministre des Finances et de l'Économie                                                                                       |  | Rachid Sfar             | PSD   |
|       | Ministre du Plan |  | Ismaïl Khelil           | PSD   |
|       | Ministre de l'Équipement et de l'Habitat                                                                                     |  | Mohamed Sayah           | PSD   |
|       | Ministre des Affaires culturelles                                                                                            |  | Zakaria Ben Mustapha    | PSD   |
|       | Ministre de l'Information |  | Abderrazak Kéfi         | PSD   |
|       | Ministre de l'Éducation nationale                                                                                            |  | Abdelaziz Ben Dhia      | PSD   |
|       | Ministre de l'Enseignement supérieur et de la Recherche scientifique                                                         |  | Amor Chadli             | PSD   |
|       | Ministre de l'Agriculture |  | Lassaad Ben Osman       | PSD   |
|       | Ministre de la Santé |  | Souad Lyagoubi          | PSD   |
|       | Ministre du Transport |  | Mohamed Kraïem          | PSD   |
|       | Ministre des Communications                                                                                                  |  | Brahim Khouaja          | PSD   |
|       | Ministre des Affaires sociales                                                                                               |  | Mohamed Ennaceur        | PSD   |
|       | Ministre de la Jeunesse et des Sports                                                                                        |  | Hamed Karoui            | PSD   |
|       | Ministre du Tourisme et de l'Artisanat                                                                                       |  | Ezzeddine Chelbi        | PSD   |
|       | Ministre de la Famille et la Promotion de la femme                                                                           |  | Fethia Mzali            | PSD   |
|       | Ministre du Travail |  | Noureddine Hached       | PSD   |
|       | Ministre de la Protection sociale                                                                                            |  | Ridha Hamza             | PSD   |
|       | Ministre de l'Énergie et des Mines                                                                                           |  | Salah Ben M'Barka       | PSD   |
|       | Ministre de l'Industrie et du Commerce                                                                                       |  | Slaheddine Ben Mbarek   | PSD   |

### Ministres délégués
| Image | Portefeuille                                | Ministère de rattachement |  | Nom            | Parti |
| ----- | ------------------------------------------- | ------------------------- |  | -------------- | ----- |
|       | Ministre délégué auprès du Premier ministre | Premier ministère         |  | Hédi Baccouche | PSD   |

### Secrétaires d'État
| Image | Portefeuille                                                                                         |  | Nom             | Parti |
| ----- | --- |  | --------------- | ----- |
|       | Secrétaire d'État aux Affaires étrangères                                                            |  | Mahmoud Mestiri | PSD   |
|       | Secrétaire d'État auprès du ministre des Affaires étrangères chargé de la Coopération internationale |  | Ahmed Ben Arfa  | PSD   |
|       | Secrétaire d'État auprès du ministre de l'Intérieur                                                  |  | Ameur Ghedira   | PSD   |